# Hibbertia coriacea
Hibbertia coriacea (Pers.) Baill. – gatunek rośliny z rzędu ukęślowców (Dilleniales Hutch.). Występuje endemicznie w zachodniej części Madagaskaru.

## Morfologia
PokrójWiecznie zielony krzew dorastający do 0,6–2 m wysokości.
LiścieUlistnienie jest naprzemianległe lub naprzeciwległe. Ich blaszka liściowa ma kształt od równowąskiego do odwrotnie lancetowatego, jest całobrzega, o nasadzie zbiegającej po ogonku i ostrym wierzchołku.
KwiatyPojedyncze lub zebrane po 2–7 w kłosy, rozwijają się niemal na szczytach pędów. Działki kielicha mają lancetowaty kształt i mierzą do 3 mm długości. Płatki mają odwrotnie sercowaty kształt i żółtą barwę, dorastają do 15 mm długości.

## Biologia i ekologia
Rośnie w zaroślach oraz na piaskach. Występuje na wysokości do 1400 m n.p.m.

## Zmienność
W obrębie tego gatunku oprócz podgatunku nominatywnego wyróżniono dwa podgatunki:
- Hibbertia coriacea subsp. angustifolia (Pers.) H. Perrier
- Hibbertia coriacea subsp. commersonii (DC.) H. Perrier

oraz jedną odmianę:
- Hibbertia coriacea var. lanceolata (Pers.) Baill.